# Neasden Temple
Neasden Temple er et hindutempel i Neasden i London. Det tilhører Bochasanwasi Akshar Purushottam Swaminarayan Sanstha (BAPS), og var det første traditionelle hindutempel i Europa; alle tidligere templer i verdensdelen var ombyggede sekulære bygværker. Det er også, ifølge Guinness Rekordbog 2000, det største hindutempel udenfor Indien, men det har fået konkurrence fra Balaji Temple i West Midlands. 
Tempelkomplekset består af:
- Et traditionelt tempel (mandir), for det meste bygget i italiensk Carraramarmor og bulgarsk kalksten.
- En permanent udstilling, "Understanding Hinduism".
- Et kulturcenter, Haveli med mødesal, træningssal, boghandel og kontorer
- En lille café og en kolonialbutik